# Donnellia lageniformis
Donnellia lageniformis là một loài Rêu trong họ Sematophyllaceae. Loài này được (Müll. Hal.) W.R. Buck mô tả khoa học đầu tiên năm 1988.